# 西経65度線
西経65度線（せいけい65どせん）は、本初子午線面から西へ65度の角度を成す経線である。北極点から北極海、北アメリカ、大西洋、カリブ海、南アメリカ、南極海、南極大陸を通過して南極点までを結ぶ。
西経65度線は、東経115度線と共に大円を形成する。

## 通過する地域一覧
西経65度線は、北極点から南極点まで南に向かって以下の場所を通っている。
| 地理座標                                             | 国土・領土・領海         | 備考 |
| ---------------------------------------------------- | ------------------------ | --- |
| 北緯90度0分 西経65度0分 / 北緯90.000度 西経65.000度  | 北極海                   | |
| 北緯83度18分 西経65度0分 / 北緯83.300度 西経65.000度 | リンカーン海             | |
| 北緯82度54分 西経65度0分 / 北緯82.900度 西経65.000度 | カナダ                   | ヌナブト準州 — エルズミーア島 |
| 北緯81度20分 西経65度0分 / 北緯81.333度 西経65.000度 | ネアズ海峡               | |
| 北緯80度46分 西経65度0分 / 北緯80.767度 西経65.000度 | グリーンランド           | |
| 北緯76度1分 西経65度0分 / 北緯76.017度 西経65.000度  | バフィン湾               | |
| 北緯70度0分 西経65度0分 / 北緯70.000度 西経65.000度  | デービス海峡             | |
| 北緯68度3分 西経65度0分 / 北緯68.050度 西経65.000度  | カナダ                   | ヌナブト準州 — バフィン島 |
| 北緯70度0分 西経65度0分 / 北緯70.000度 西経65.000度  | デービス海峡             | カンバーランド湾（英語版） |
| 北緯64度29分 西経65度0分 / 北緯64.483度 西経65.000度 | カナダ                   | ヌナブト準州 — クリストファー・ホール島（英語版）、レイボーン島（英語版）、バフィン島 |
| 北緯62度29分 西経65度0分 / 北緯62.483度 西経65.000度 | デービス海峡             | |
| 北緯61度52分 西経65度0分 / 北緯61.867度 西経65.000度 | カナダ                   | ヌナブト準州 — エッジェル島（英語版）、レゾリューション島（英語版） |
| 北緯61度24分 西経65度0分 / 北緯61.400度 西経65.000度 | ハドソン海峡             | |
| 北緯60度10分 西経65度0分 / 北緯60.167度 西経65.000度 | カナダ                   | ケベック州 ニューファンドランド・ラブラドール州（北緯54度55分 西経65度0分 / 北緯54.917度 西経65.000度から） — ラブラドール地方 ケベック州（北緯51度45分 西経65度0分 / 北緯51.750度 西経65.000度から）                     |
| 北緯50度16分 西経65度0分 / 北緯50.267度 西経65.000度 | セントローレンス湾       | |
| 北緯49度13分 西経65度0分 / 北緯49.217度 西経65.000度 | カナダ                   | ケベック州 — ガスペ半島 |
| 北緯48度7分 西経65度0分 / 北緯48.117度 西経65.000度  | シャルール湾（英語版）   | |
| 北緯47度50分 西経65度0分 / 北緯47.833度 西経65.000度 | カナダ                   | ニューブランズウィック州 |
| 北緯45度33分 西経65度0分 / 北緯45.550度 西経65.000度 | ファンディ湾             | |
| 北緯45度5分 西経65度0分 / 北緯45.083度 西経65.000度  | カナダ                   | ノバスコシア州 |
| 北緯43度46分 西経65度0分 / 北緯43.767度 西経65.000度 | 大西洋                   | バミューダ（北緯32度17分 西経64度54分 / 北緯32.283度 西経64.900度）の西を通過 |
| 北緯18度23分 西経65度0分 / 北緯18.383度 西経65.000度 | アメリカ領ヴァージン諸島 | セント・トーマス島 |
| 北緯18度21分 西経65度0分 / 北緯18.350度 西経65.000度 | カリブ海                 | セント・クロイ島（ アメリカ領ヴァージン諸島、北緯17度41分 西経64度54分 / 北緯17.683度 西経64.900度）の西を通過 ラ・トルトゥガ島（英語版）（ ベネズエラ、北緯10度54分 西経65度12分 / 北緯10.900度 西経65.200度）の東を通過 |
| 北緯10度4分 西経65度0分 / 北緯10.067度 西経65.000度  | ベネズエラ               | |
| 北緯1度11分 西経65度0分 / 北緯1.183度 西経65.000度   | ブラジル                 | アマゾナス州 ロンドニア州（南緯9度20分 西経66度0分 / 南緯9.333度 西経66.000度から） |
| 南緯12度0分 西経65度0分 / 南緯12.000度 西経65.000度  | ボリビア                 | |
| 南緯22度5分 西経65度0分 / 南緯22.083度 西経65.000度  | アルゼンチン             | |
| 南緯40度46分 西経65度0分 / 南緯40.767度 西経65.000度 | 大西洋                   | サンマチアス湾（英語版） |
| 南緯42度7分 西経65度0分 / 南緯42.117度 西経65.000度  | アルゼンチン             | |
| 南緯43度16分 西経65度0分 / 南緯43.267度 西経65.000度 | 大西洋                   | フエゴ島（南緯54度39分 西経65度6分 / 南緯54.650度 西経65.100度）とロスエスタードス島（英語版）（南緯54度50分 西経64度45分 / 南緯54.833度 西経64.750度）の間でルメール海峡（英語版）を通過（ アルゼンチン）                |
| 南緯60度0分 西経65度0分 / 南緯60.000度 西経65.000度  | 南極海                   | |
| 南緯65度55分 西経65度0分 / 南緯65.917度 西経65.000度 | 南極大陸                 | アルゼンチン（アルゼンチン領南極）と チリ（チリ領南極）と イギリス (イギリス領南極地域)が領有権を主張 |